# Oligonychus trichardti
Oligonychus trichardti är en spindeldjursart som beskrevs av Meyer 1974. Oligonychus trichardti ingår i släktet Oligonychus och familjen Tetranychidae. Inga underarter finns listade i Catalogue of Life.